# Vörösödőtejű tejelőgomba
A vörösödőtejű tejelőgomba vagy rózsaszíntejű tejelőgomba (Lactarius acris) a galambgombafélék családjába tartozó, Európában honos, lomberdőkben élő, nem ehető gombafaj. 

## Megjelenése
A vörösödőtejű tejelőgomba kalapja 5-10 (12) cm széles, alakja fiatalon domború, de hamar laposan kiterül, közepe bemélyedhet. Felülete sima vagy sugarasan ráncolt, többé-kevésbé nyálkás, tapadós. Széle fiatalon aláhajló. Színe világos bézsbarnás, tejeskávészínű, krém- vagy agyagszürke, gyakran sötétebb szabálytalan foltokkal. 
Húsa merev, fehér színű, gyorsan vörösödik, majd barnára halványul; sérülésre bőséges fehér tejnedvet ereszt, amely levegőn gyorsan rózsásvörösre színeződik. Szaga vegyszerszerű; íze erősen csípős.  
Sűrű lemezei tönkhöz nőttek vagy némileg lefutók. Színük fehéres, később krémsárgás, okkeres.
Tönkje 3-8 cm magas és 1-2,5 cm vastag. Alakja hengeres vagy kissé lefelé vékonyodó. Színe fehéres, idősen rózsásbarnán foltosodhat.
Spórapora sárgás, krémszínű. Spórája kerek, szemcsés, felszíne tarajos-hálózatos, mérete 5,5 x 8 µm.

### Hasonló fajok
A szárnyasspórás tejelőgomba, a füstszínű tejelőgomba, a barna tejelőgomba hasonlít hozzá.  

## Elterjedése és termőhelye
Európában honos, Észak-Spanyolországtól Lengyelországig. Magyarországon ritka.
Lomberdőben (főleg bükk vagy tölgy alatt) nő egyesével vagy kisebb csoportokban. Inkább a savanyú talajt preferálja. Júliustól októberig terem. 

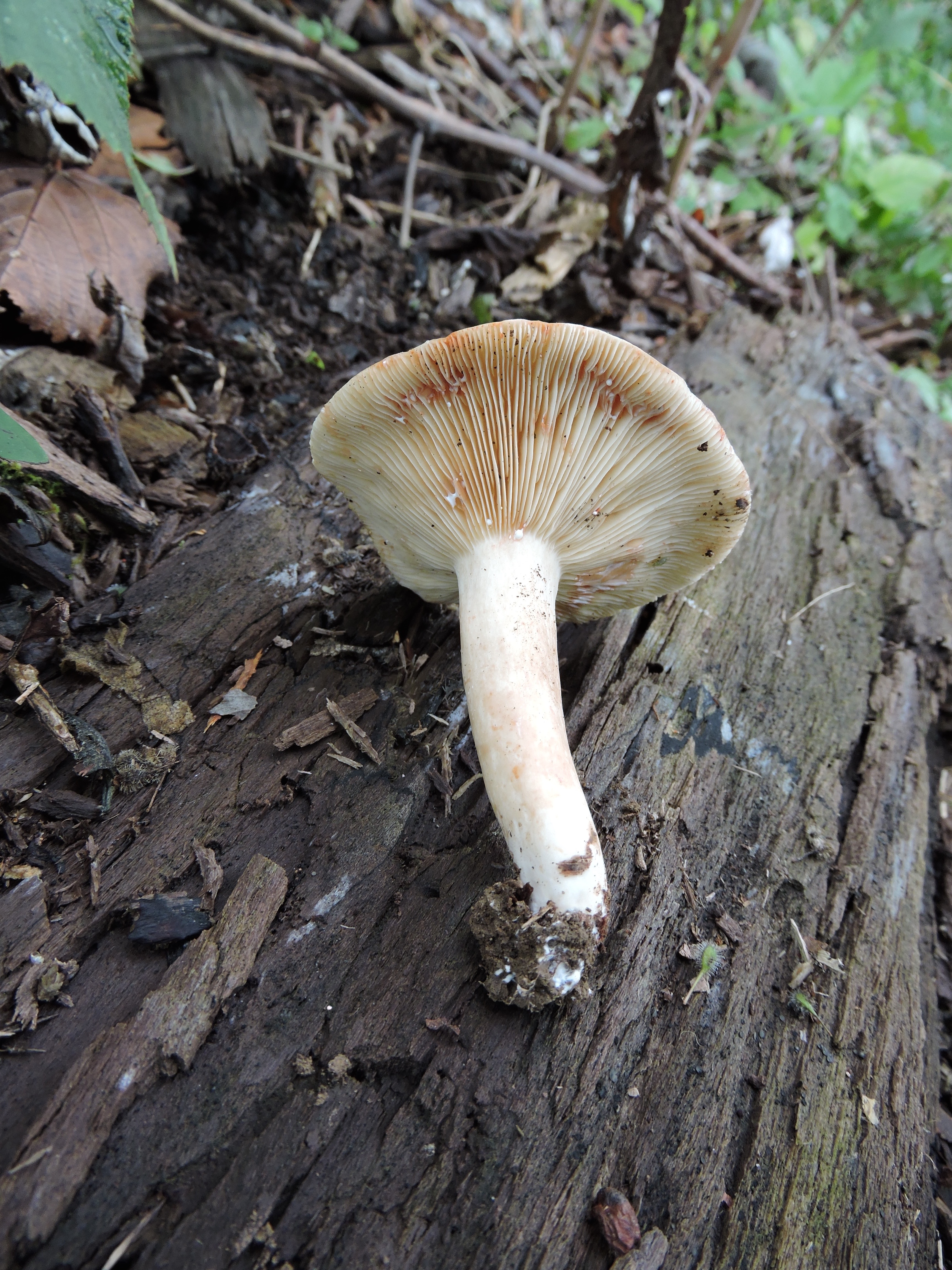
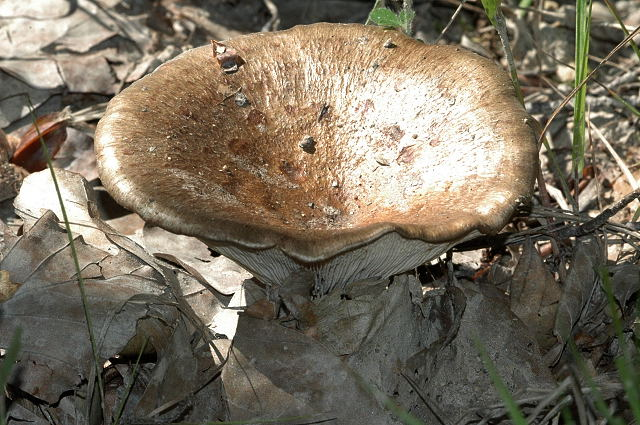
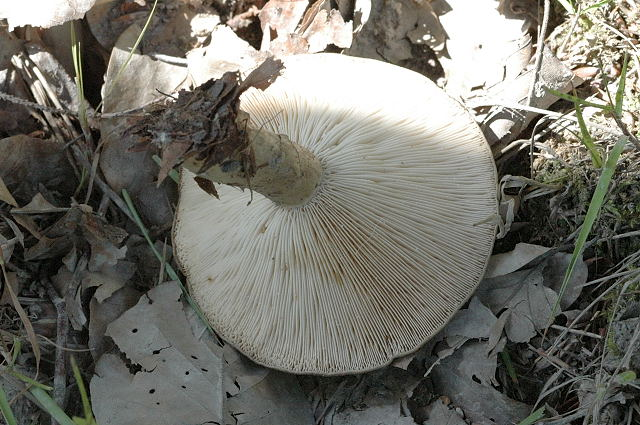
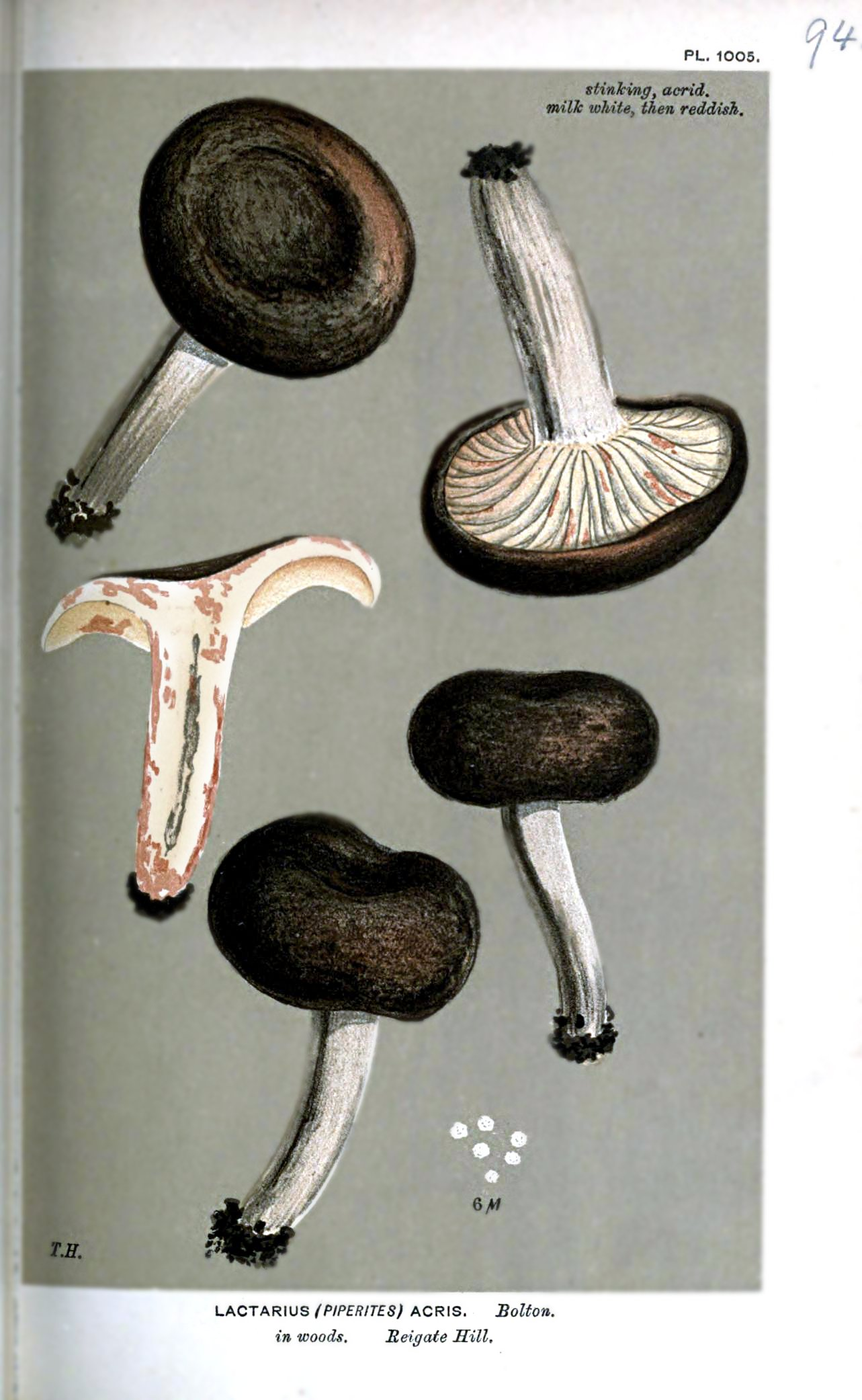

Nem ehető. 